# Anton Friedrich Justus Thibaut
Anton Friedrich Justus Thibaut, född 4 januari 1772 i Hameln, död 28 mars 1840 i Heidelberg, var en tysk jurist. Han var bror till matematikern Bernhard Friedrich Thibaut.
Thibaut blev 1796 juris doktor, 1798 extra ordinarie och 1801 ordinarie professor, allt vid Kiels universitet, samt flyttade 1802 som professor till Jena universitet och 1806 till Heidelbergs universitet. Thibaut var en på sin tid högt ansedd rättslärare och hans huvudarbete, Das System des Pandektenrechts (I–II, 1803), utkom i många upplagor. Han var också i många år redaktör för tidskriften "Archiv für die civilistische Praxis". Hans inflytande var så stort att han fick ärenamnet præceptor Germaniæ (latin för "Tysklands lärare").
Thibaut var också en ivrig förkämpe för idén om en gemensam lagbok som en grundval för Tysklands enhet, denna åsikt förde han fram i Über die Nothwendigkeit eines allgemeinen bürgerlichen Rechts für Deutschland (1814) och kom därigenom också att stå som märkesman för den filosofiska rättsskolan, i motsats till Gustav von Hugo och Friedrich Carl von Savigny, vilka företrädde den historiska skolan. Thibaut var också en kännare av den klassiska musiken, vilket bland annat framgår av hans arbete Über Reinheit der Tonkunst.